# ノープリウス

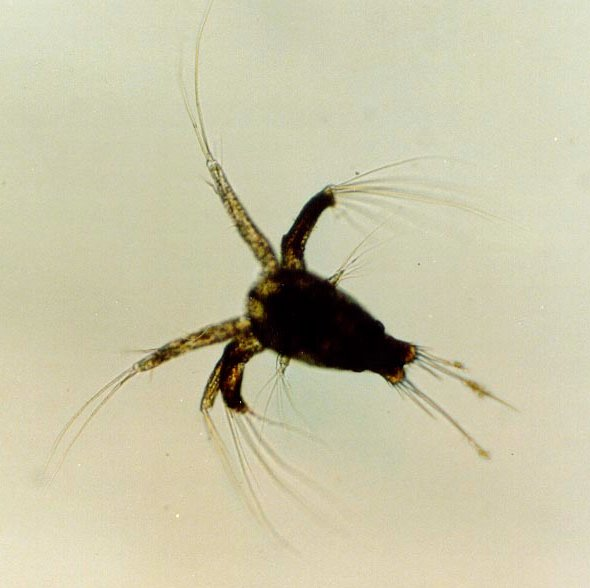
エビのノープリウス幼生

ノープリウス（Nauplius、ノープリウス幼生）は甲殻類に共通の最も初期の幼生の名である。ノウプリウス、あるいはナウプリウスと表記される場合もある。

## 概要
ノープリウスは、甲殻類の最も基本的な幼生の姿である。体はまだ頭部、胸部、腹部にわかれていない。ノープリウスの時期を経て、多くの甲殻類はゾエア（広義）の時期に進む。
分類群によってその外見はやや異なるが、三対の機能的な頭部付属肢をもっている。体は楕円形や棍棒状等さまざまであるが、前方にまず枝分かれのない第一触角、その次に二枝型の第二触角、体中央より後ろの側面にもう一対の付属肢があり、これは大顎である。これより後方の付属肢は欠如しているか原基状である。また、はっきりした体節は見られない。この形は、甲殻類の成体で言えば頭部の前半分に当たる。成体の頭部では、この後ろに小顎が二対あり、それに続いて胸部の体節が並んでいる。

### ノープリウス眼
体の前端中央（正中線上）に一個の単眼がある。側眼と対比して中央眼と呼ばれるもののひとつである。この眼をノープリウス眼 (Naupliar eye) という。3個のレンズとX字型をした黒や赤などの色素をもち、簡単な明暗視器の構造をしている。また、多くの群では変態に際して退化消失し、側眼である一対の複眼を発達させるが、ケンミジンコ・カイミジンコなどは成体にまで残り、ノープリウス眼のみで一生を過ごす。

### メタノープリウス
この姿から、発生が進むにしたがって次第に体節と付属肢を増加させる。ノープリウス幼生の体の後半に付属肢のもと（原基）が形成される、ノープリウスの後期に当る段階をメタノープリウス (Metanauplius) という。頭部に第一小顎と第二小顎が加わる。顎脚綱ヒゲエビ類、軟甲綱オキアミ類の一部はメタノープリウスの時期に孵化する。それ以降はそれぞれの分類群によって独特の経過を経て発生が進む。

### 卵ノープリウス
派生的である十脚目抱卵亜目では、ノープリウスより多くの付属肢を持つ状態の幼生が最初に現れる。それらの群は、より発生が進んだ状態（ゾエア期）に孵化するものと考えられる。つまり、ノープリウス幼生の時期を卵の中で過ごしてしまうのである。そのような群でも、卵内の発生を見れば、必ず二対の触角と大顎の原基だけが見られる時期があり、これを卵ノープリウス (egg nauplius) とよぶ。この卵は直径500μm以上の大型で多量の卵黄を含むため、ノープリウスは卵表面に浮き彫りに姿を現すのみである。

## 観察
ノープリウス幼生を観察するのに適しているのはアルテミア (Artemia) であろう。アルテミアは鰓脚亜綱無甲目に属する生物で、愛玩用や飼育魚の餌用として「ブラインシュリンプ」や「シーモンキー」といった商品名で市販されている。
乾燥状態の卵を適度な塩水に入れると一晩で孵化して、赤っぽい色のノープリウス幼生になり、小さな腕を動かして泳いでいることが観察できる。さらに顕微鏡を用いれば、先端が幅広い体に二対の腕が伸びており、それらの真ん中に一つだけの眼があることが観察できる。二対の腕のうちの前方のものは第一触角で単独の棒状、二番目が第二触角であり中途で二分している。また、体の中ほどにはもう一対の付属肢があるが、これは大顎である。飼育を続ければ、幼生の体が次第に長くなり、大顎の後方に次第に新たな付属肢が形成されていくことが観察できる。